# Jesper Ahlin Marceta
Jesper Ahlin Marceta, född 4 juli 1986 i Mariestad, är en svensk journalist, författare och filosof. Ahlin Marceta är chefredaktör och ansvarig utgivare för webbtidskriften Svensk filosofi.

## Biografi
Ahlin Marceta föddes och växte upp i Mariestad. Han har arbetat inom industrin, bland annat på DS Smith Förpackningsservice. Omkring 2010 började han studera vid Uppsala universitet. 2019 disputerade han i filosofi i juni 2019 på Kungliga Tekniska högskolan, med avhandlingen Authenticity in Bioethics: Bridging the Gap between Theory and Practice. Därefter var han verksam som forskare inom akademin, bland annat vid Tbilisis universitet. Hans forskning har fokuserat på politisk filosofi och tillämpad etik, i synnerhet i skärningspunkten till samhällsvetenskap.
Ahlin Marceta är skribent på Göteborgspostens kultursida. Mellan 2021 och 2022 satt han i redaktionen för Liberal Debatt. 2021 gav han också ut boken Vi är alla individualister på Timbro förlag. Han har också skrivit i flera antologier, bland annat Ny liberalism och Feminism: en antologi, även de på Timbro förlag. Ahlin Marceta gör även vetenskapsjournalistiska reportage och recenserar facklitteratur. Åren 2021–2022 var han biträdande politisk redaktör på Vestmanlands Läns Tidning. Sedan 2023 är han krönikör i Västerbottens-Kuriren. Han har vikarierat som ledarskribent på Dagens Nyheter.